# AS Volley Lube
AS Volley Lube (italienska: Associazione Sportiva Volley Lube) är en herrvolleybollklubb som har varit baserad i olika orter i regionen Marche, Italien (Treia (1990-1994), Macerata (1994-2014), Treia (2014-2015) och Civitanova Marche (2015-). 
Klubben grundades 19990 och har varit mycket framgångsrik. I Italien har de vunnit italienska mästerskapet sex gånger (2005-06, 2011-12, 2013-14, 2016-17, 2018-19, 2020-2021), italienska cupen sju gånger (2000-2001, 2002-2003, 2007-2008, 2008-2009, 2016-2017, 2019-2020, 2020-2021) och italienska supercupen  fyra gånger 2006, 2008, 2012 och  2014. Internationellt har de vunnit CEV Champions League två gånger (2001-2002 och 2018-2019),  CEV Challenge Cup fyra gånger (2000-2001, 2004-2005, 2005-2006 och 2010-2011) och världsmästerskapet i volleyboll för klubbar en gång (2019).
Klubben har av sponsorsskäl använt sig av nedanstående namn:
- 1990-1994 : Lube Carima Treia
- 1994-1995 : Lube Carima Macerata
- 1995-2012 : Lube Banca Marche Macerata
- 2012-2014 : Cucine Lube Banca Marche Macerata
- 2014-2015 : Cucine Lube Banca Marche Treia
- 2015-2016 : Cucine Lube Banca Marche Civitanova
- 2016- : Cucine Lube Civitanova